# 森山日出一のラーメン3
森山日出一のラーメン3（もりやまひでかずのラーメンラーメンラーメン）は、KBCラジオが放送していたラジオ番組である。放送期間は2003年10月～2015年9月25日。
パーソナリティは、森山日出一（久留米ラーメン「魁龍」の創業者）と栗田善太郎。

## 放送時間
- 金曜日：24:30～25:00(JST)

また、番組のホームページでインターネットラジオを配信している。

## 番組内容
- リスナーからのお便りや森山と栗田のフリートークから成る。
- タイトル通りラーメンの話題が多いが他の食べ物が話題になる事もある。
- 森山が最近気になった人物を取り上げてトークをするコーナーもある。

## 過去のパーソナリティ
- 秋山仁志（現：ラジオ制作部）※ラジオ制作部門に専念するとして2005年4月ごろ栗田に交代